# Leandre de Sevilla
|  | Per a altres significats, vegeu «Leandre». |

Leandre de Sevilla (Cartago Nova, ca. 534 - Hispalis, 599/601) va ser un religiós catòlic hispanorromà, que va ser arquebisbe de Sevilla, aproximadament, entre el 579 i el 600. Actualment és venerat com a sant per l'Església Catòlica. Fill d'una notable família de tradició romana de Cartagena, va ser germà d'Isidor de Sevilla i de Fulgenci i Florentina de Cartagena, tots ells amb vocació religiosa i avui venerats com a sants. Va ser autor de diverses obres de caràcter eclesiàstic.
La seva biografia és coneguda gràcies a les obres de Gregori el Gran, Joan de Biclar, Isidor de Sevilla i Gregori de Tours.

## Vida
Va néixer vers l'any 534 a la ciutat de Cartago Nova (Cartagena), fill de Severià –nom d'origen romà–, del que s'ha afirmat que va ser governador de la Cartaginense. Era el més gran de quatre germans, Fulgenci, Isidor, Florentina i ell mateix, els quals van orientar la seva vida a la religió, i avui són venerats com a sants. El caràcter eminent de la família, indicaria que van créixer en un ambient de distinció. Vers el 554 la família va emigrar de Cartago Nova a Hispalis (Sevilla), un desplaçament del qual es desconeixen els motius concrets, però és molt possible que fos a causa de les lluites polítiques entre hispanorromans, visigots i romans d'Orient, coincidint amb la guerra civil entre Àkhila i Atanagild i l'entrada de les tropes romanes d'Orient a Hispània, una política de l'emperador Justinià amb la qual la família no devia estar a favor. En tot cas, la família va decidir marxar del seu lloc d'origen, un relat al qual el mateix Leandre va donar uns tints religiosos, com si es tractés d'una peregrinació i obra de la divina providència. D'acord amb Flórez, la causa hauria estat també la pressió de la banda visigoda de convertir-se en arians, cosa que no haurien acceptat. En aquest sentit, després d'arribar a la Bètica hi ha la possibilitat que la seva mare –de la qual es desconeix el nom–, probablement una cristiana conversa, influís en vocació religiosa dels seus fills, d'acord amb el relat d'una carta de Leandre a la seva germana Florentina.
En primera instància, Leandre va esdevenir monjo benedictí i després, el 579 va ser elegit bisbe de Sevilla. Durant el temps que va estar en el càrrec va fundar una cèlebre escola que ben aviat va esdevenir un centre d'ensenyament i d'ortodòxia. A més, va oferir la seva ajuda a la princesa visigoda Ingundis per convertir al seu marit, Hermenegild, fill gran de Leovigild, i en va defensar la conversió enfront de les dures represàlies del monarca, que el va enviar a l'exili. Entre 579 i 582 va viure retirat a Constantinoble. Allà, és possible, tot i que no està provat, que tractés d'animar a l'emperador Tiberi de prendre les armes en contra del rei arrià, en tot cas sense èxit. Tanmateix, durant la seva estada va aprofitar per escriure obres importants contràries a l'arrianisme, i va entrar en contacte i travà amistat amb el futur bisbe romà Gregori el Gran, que aleshores era llegat de Pelagi II a la cort romana d'Orient, i posteriorment hi mantindria correspondència. Es desconeix exactament la data de retorn de Leandre a Hispània, però en tot cas Hermenegild va ser executat pel seu pare el 585 i aquest darrer va morir el 589.
El bisbe va fer molt per assegurar la unitat religiosa cristiana, una fervent fe i una àmplia cultura en què es basa la seva grandesa posterior. Diu molt d'això la seva participació en la conversió del nou rei visigot Recared, sobre el qual sempre va exercir una profunda i beneficiosa influència. Tant és així que Isidor afirma: «Aquest home de suau eloqüència i talen eminent brillà tant per les seves virtuts com per la seva doctrina i per aquesta fe i zel les persones gòtiques han estat convertides del arrianisme a la fe catòlica.» En el Tercer Concili de Toledo, on el regne visigot va abjurar la fe arriana, Leandre va pronunciar el sermó de cloenda. Després de la reunió, va convocar un sínode metropolità a Sevilla, el Primer Concili de Sevilla. Mai va deixar els seus esforços en la feina del seu càrrec, que va continuar el seu germà Isidor al capdavant de la diòcesi; va rebre el pal·li l'agost del 599.

Va morir a Sevilla el 13 de març del 600 o del 601.

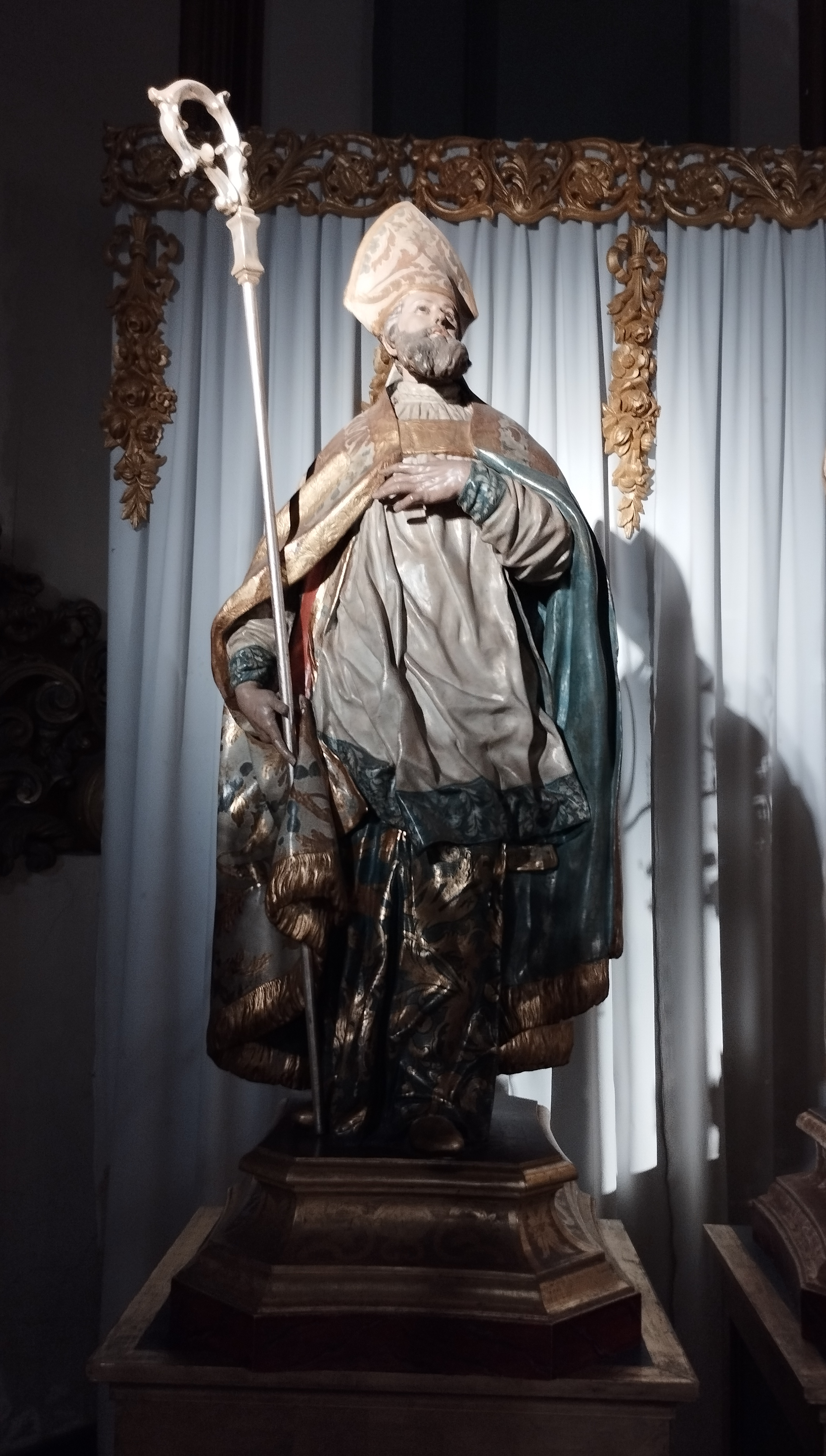
Talla de Francisco Salzillo, 1755 (Cartagena, Sta. María de Gracia)
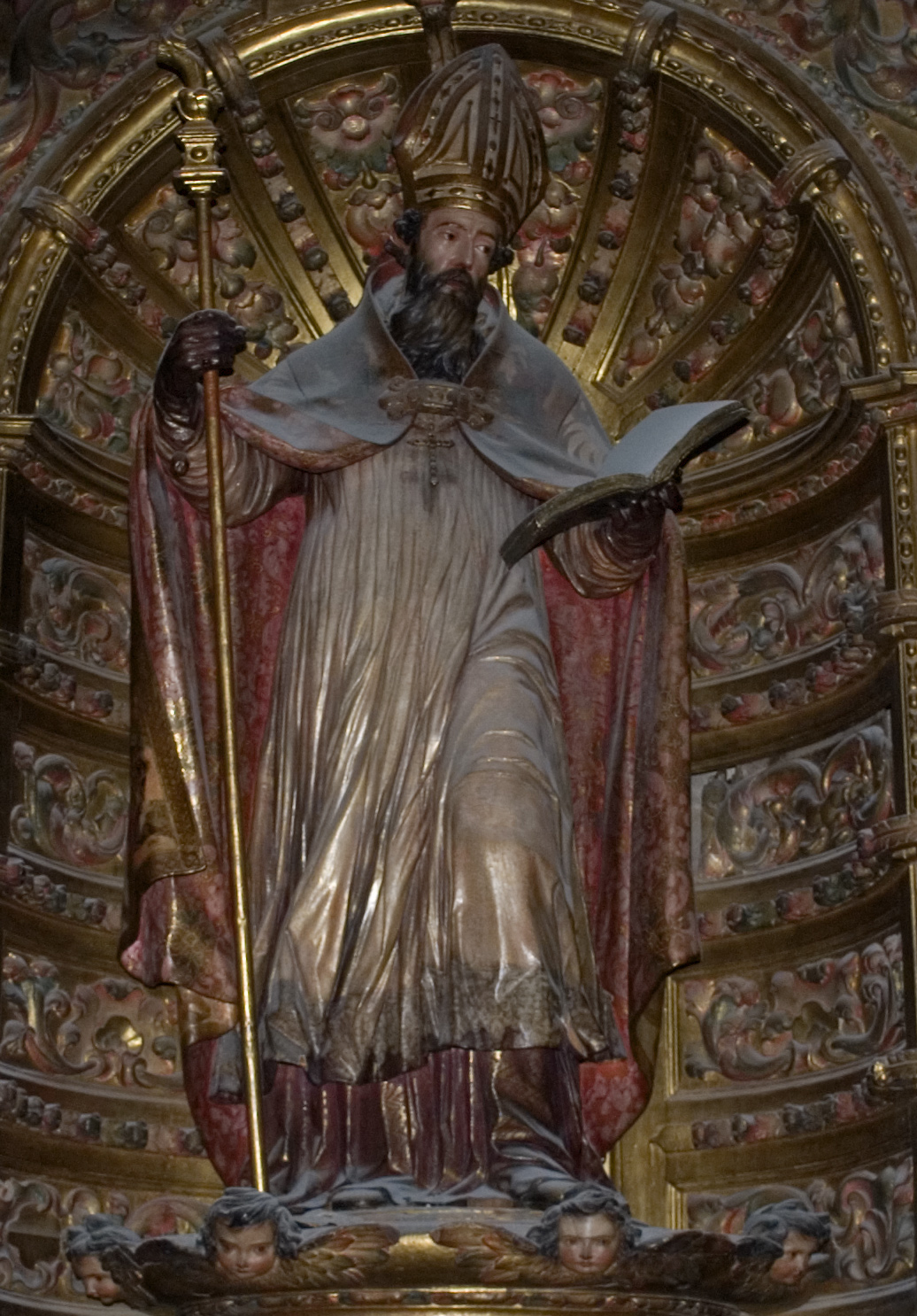
Talla al cor de la Catedral de Sevilla, s. XVII

## Obres
De la seva àmplia obra com a escriptor, més gran que la del seu germà Isidor, només en queden dues obres: De institutione virginum et contemptu mundi, regla monàstica per a la seva germana, i Homilia de triumpho ecclesiæ ob conversionem Gothorum (Patrologia Latina, LXXII). Isidor va escriure del seu germà: "Aquest home de suau eloqüència i talent eminent va lluir tan brillantment com les seves virtuts i la seva doctrina. Per la seva fe i zel, els gots van convertir-se de l'arrianisme a la fe catòlica" (De script. eccles., XXVIII).